# Neil Armstrong Air and Space Museum
Pour les articles homonymes, voir Armstrong.
Le Musée Neil Armstrong de l'Air et de l'Espace (Neil Armstrong Air and Space Museum, en anglais) est un musée de l'aérospatial, consacré à l'aéronautique et l'Histoire du vol spatial, de Wapakoneta dans l'Ohio aux États-Unis, ville de naissance de l'astronaute américain Neil Armstrong (1930-2012), premier homme à poser le pied sur la Lune le 20 juillet 1969.

## Historique

### Neil Armstrong et l'Ohio
Neil Armstrong naît le 5 août 1930 près de Wapakoneta. Sa famille déménage une vingtaine de fois dans l'Ohio durant son enfance, pour suivre les affectations de son père, avant de revenir définitivement à Wapakoneta en 1944. Il se passionne dès son plus jeune âge pour l’aéronautique. À 2 ans, son père l'emmène aux courses aériennes de Cleveland, et lui fait faire son baptême de l'air à 6 ans à bord d'un Ford Trimotor en 1936. Il pratique le modélisme aérien à partir de l'âge de 8 ans, puis obtient son brevet de pilote d'avion sur un Aeronca 7 Champion de l'actuel aéroport Neil Armstrong de Wapakoneta le jour de ses 16 ans. Il réalise ses premières observations astronomiques grâce au télescope de son voisin. En 1947, Armstrong suit des études d'ingénieur aérospatial de l'université Purdue voisine, avant de devenir officier pilote d'essai d'élite de l'aéro-navale et de l'US Air Force américaine (notamment sur avion à réaction et avion fusée Grumman F9F Panther, McDonnell F-101 Voodoo, Boeing B-47 Stratojet, Douglas F5D Skylancer, Bell X-1, Boeing X-20 Dyna-Soar, Lockheed F-104 Starfighter, North American X-15…). 

### NASA
Neil Armstrong intègre à 32 ans le deuxième groupe d'astronautes de la NASA en 1962. En 1966, il commande la mission Gemini 8 en orbite terrestre. 

Première mission lunaire Apollo 11 de juillet 1969
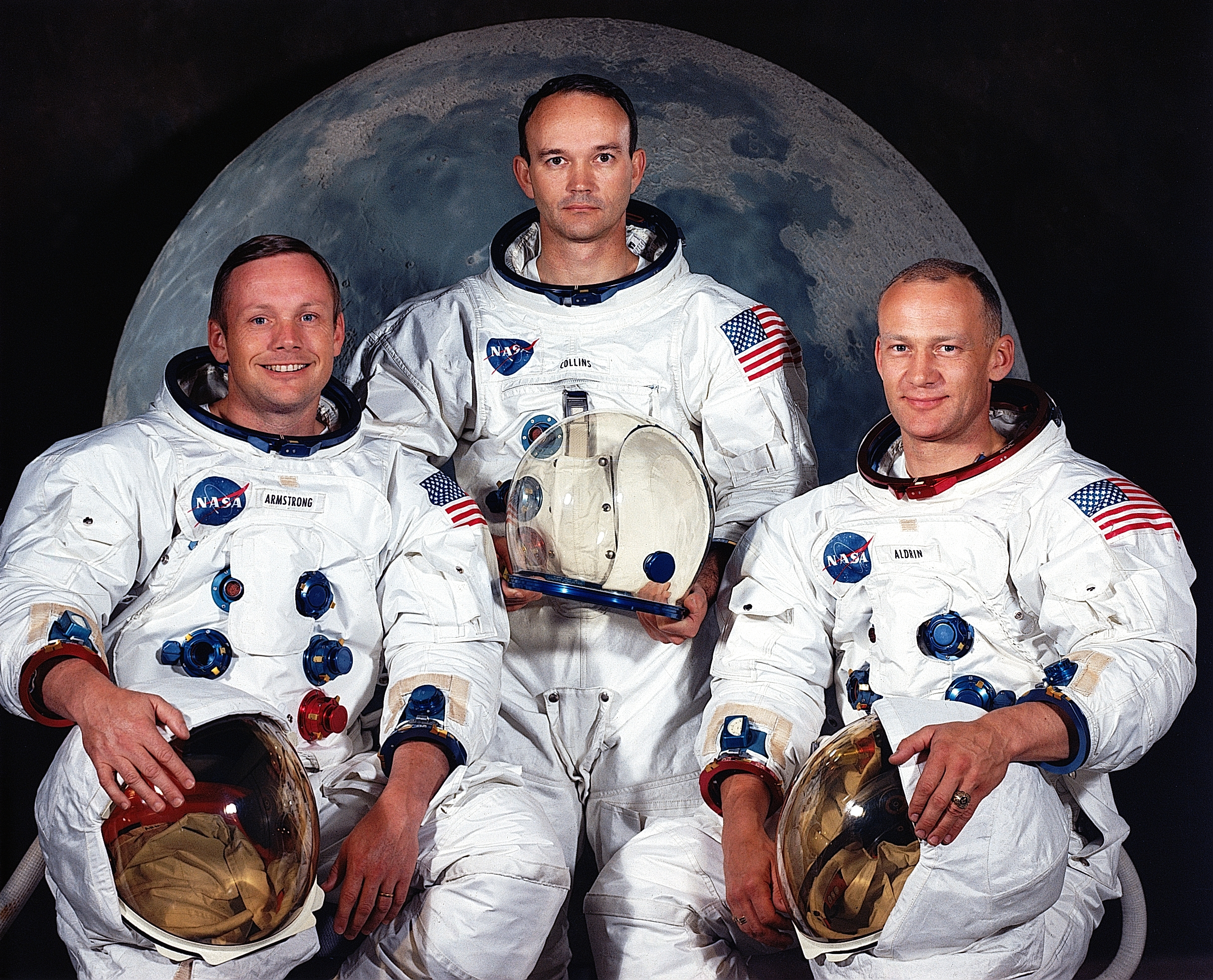
Neil Armstrong, Michael Collins, et Buzz Aldrin
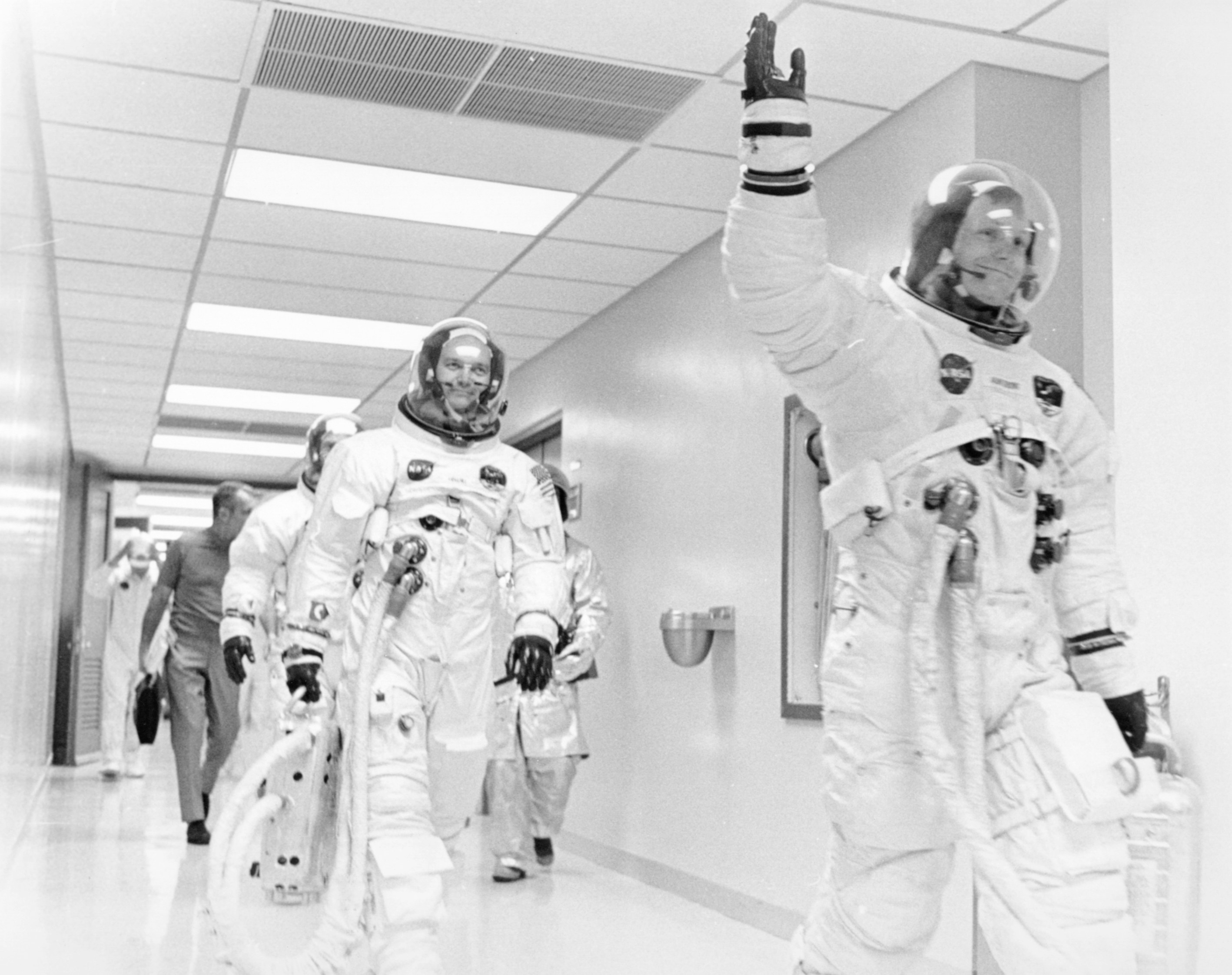
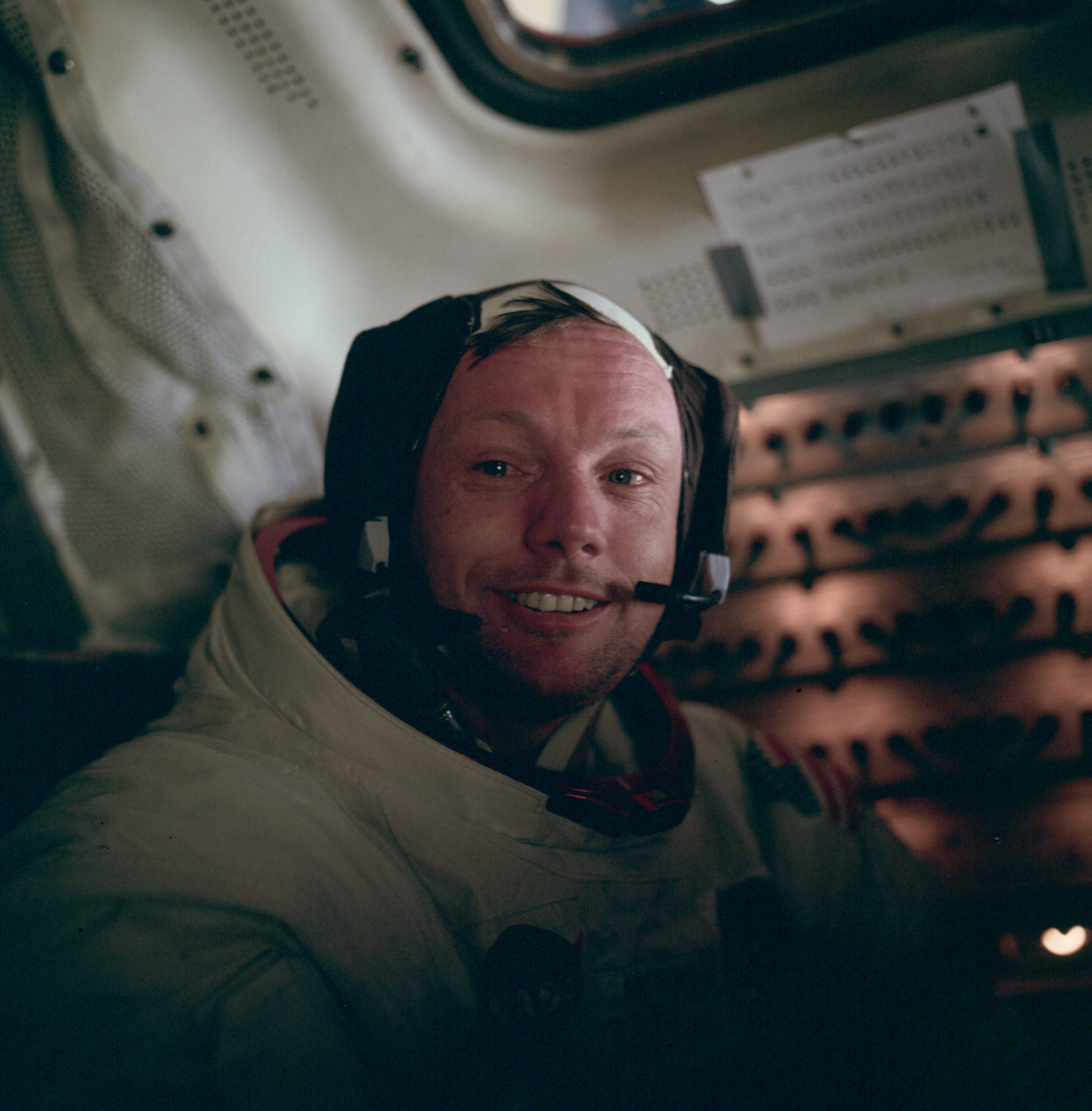
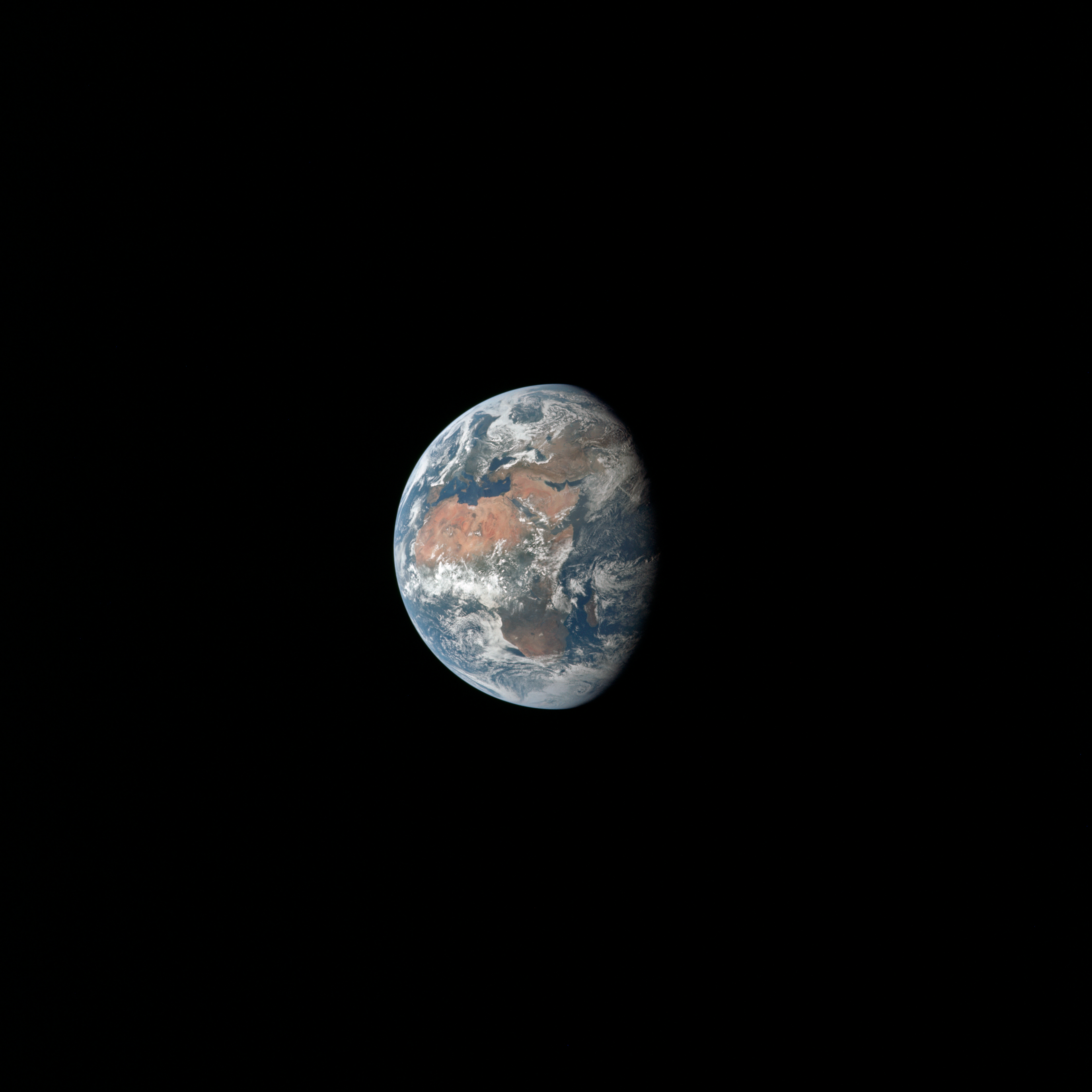
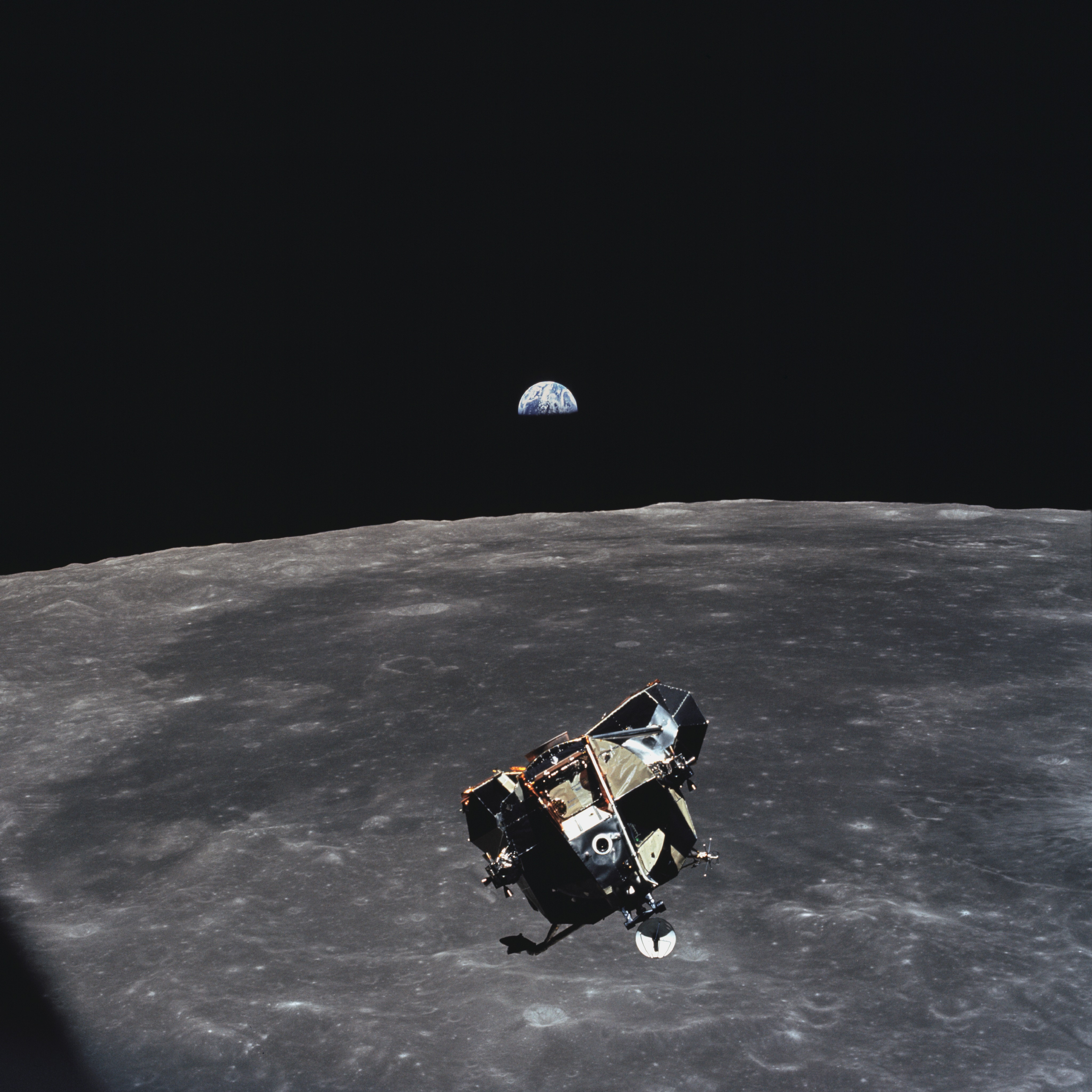
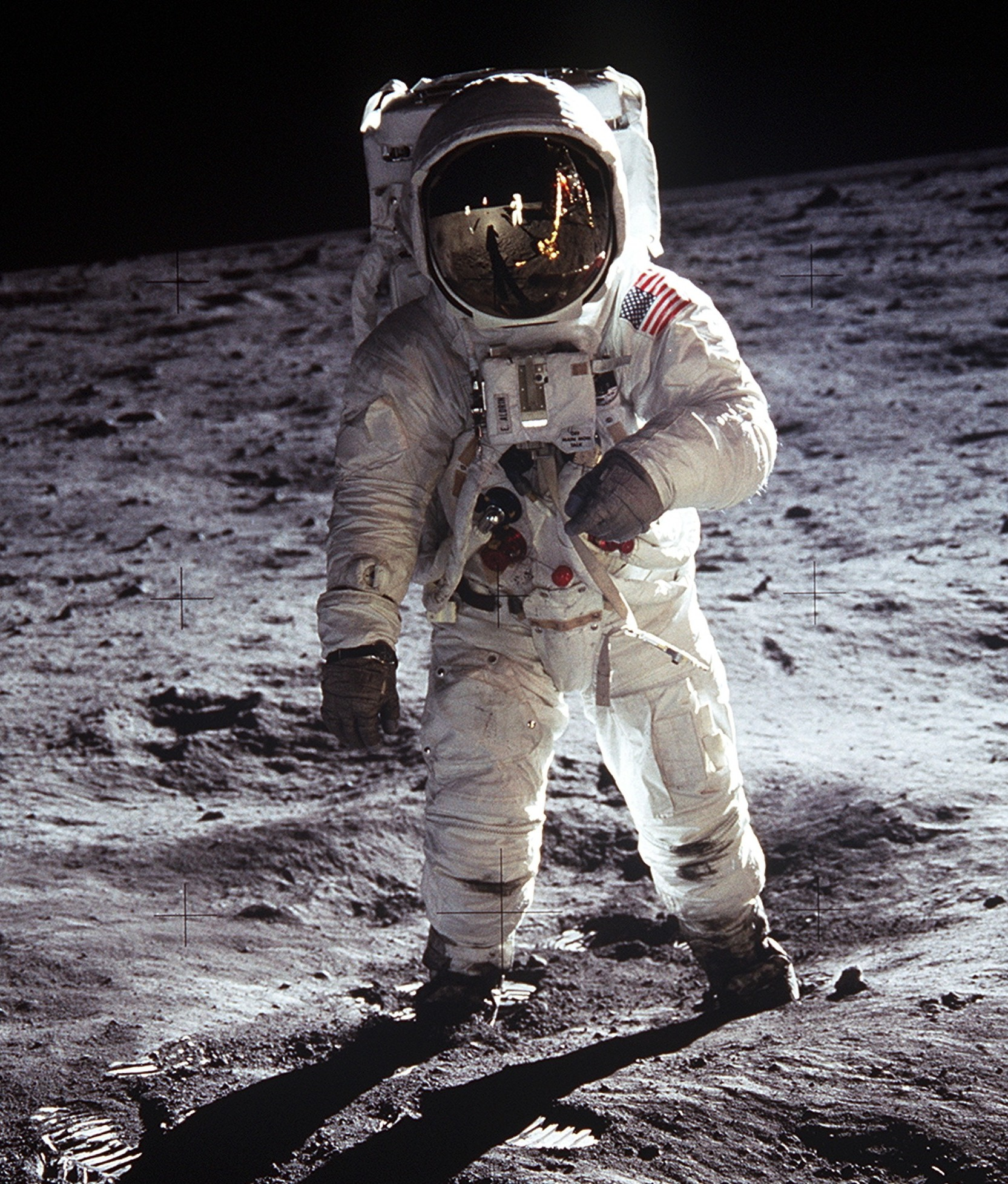
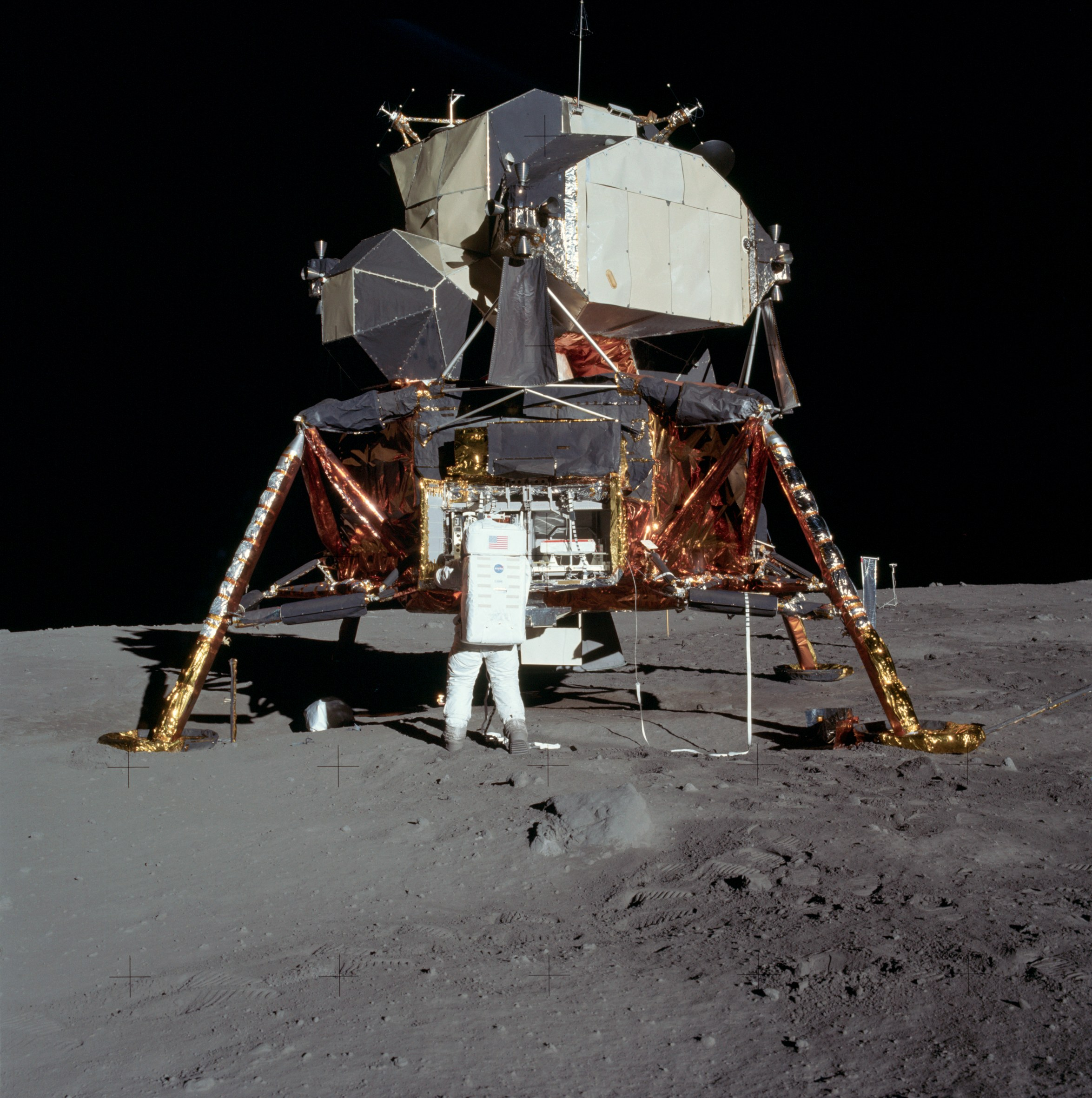

Trois ans plus tard, il est sélectionné pour commander la mission Apollo 11, qui décolle le 16 juillet 1969, puis alunit le 20 juillet 1969, après 4 jours de vol spatial. À 21h56 20s (heure du Centre spatial JSC de Houston au Texas) Neil Armstrong devient le premier homme à poser le pied sur la Lune, pour une exploration lunaire de 2H30, en direct devant environ 450 millions de téléspectateurs et auditeurs du monde entier, avec cette célèbre citation : « That's one small step for [a] man, one giant leap for mankind » (C’est un petit pas pour un homme, mais un bond de géant pour l’Humanité). 
- Alunissage du Module lunaire Apollo LM-5 Eagle d'Apollo 11
- Premiers pas de Neil Armstrong sur la Lune

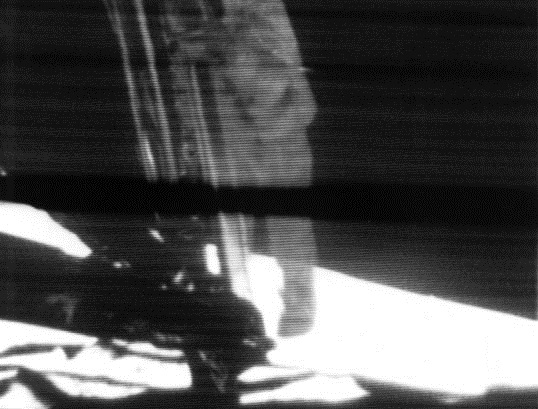
Premier pas sur la Lune du 20 juillet 1969 à 21h56 20s (heure de Houston au Texas)
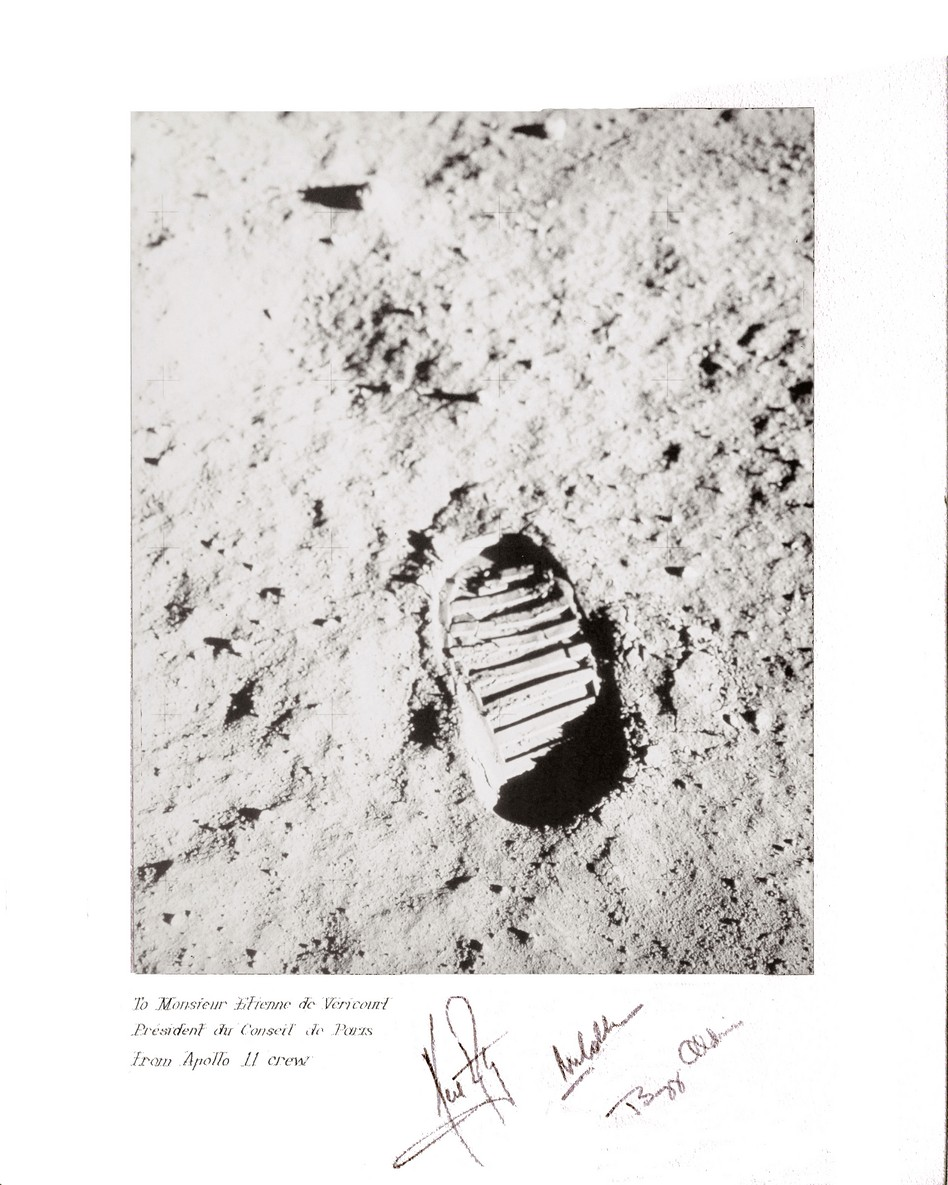
Dédicace du premier pas sur la Lune
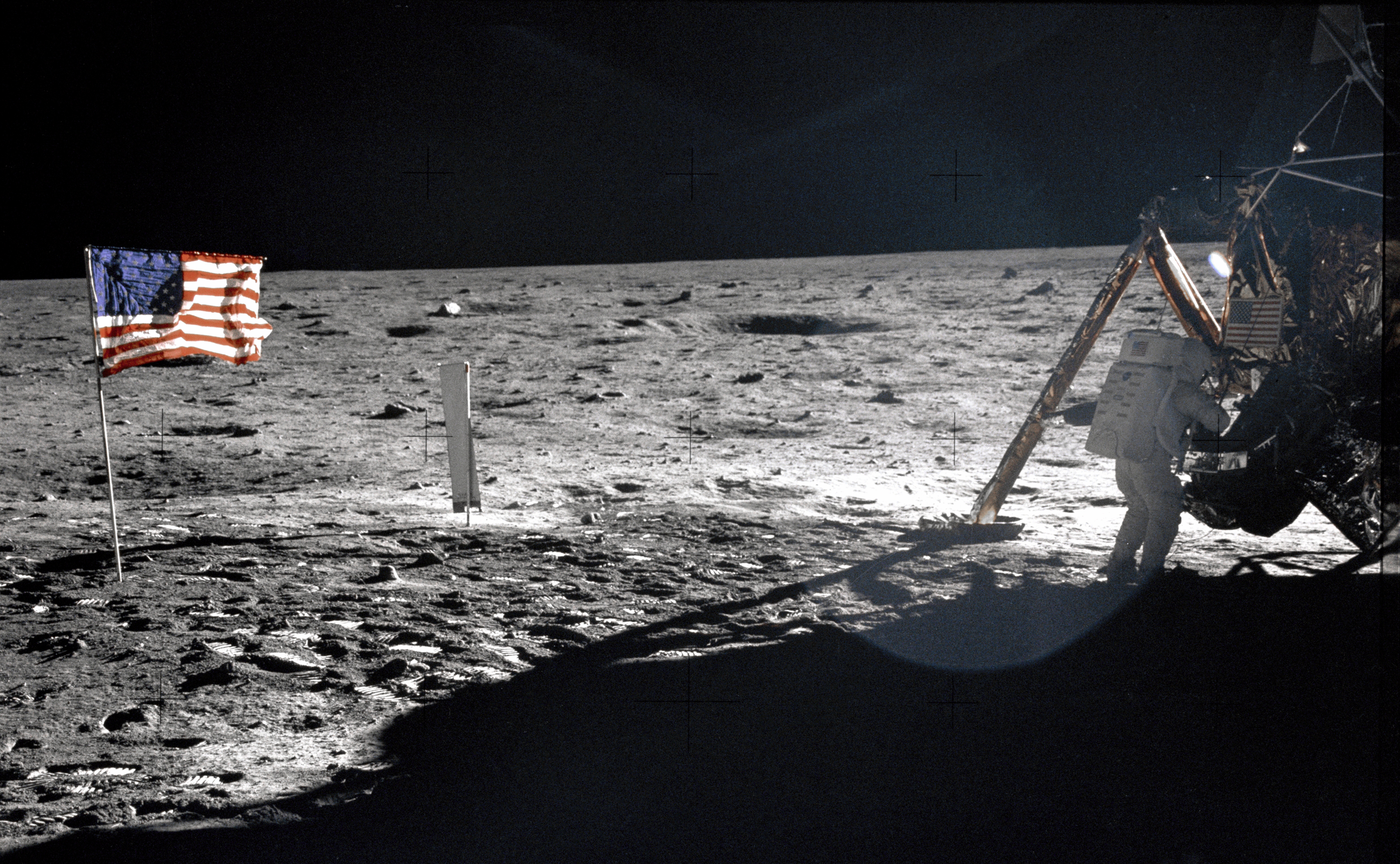

### Musée
Ce musée de style futuriste de l'Ohio Historical Society est construit en acier et béton armé, en forme de base lunaire souterraine de science-fiction, avec un dôme de 17 m de diamètre rappelant la Lune. Il est inauguré le 20 juillet 1972, pour les 3 ans du premier pas sur la Lune de Neil Armstrong, par le gouverneur de l'Ohio, Neil Armstong, et Tricia Nixon Cox (fille du président des États-Unis Richard Nixon, le représentant). 

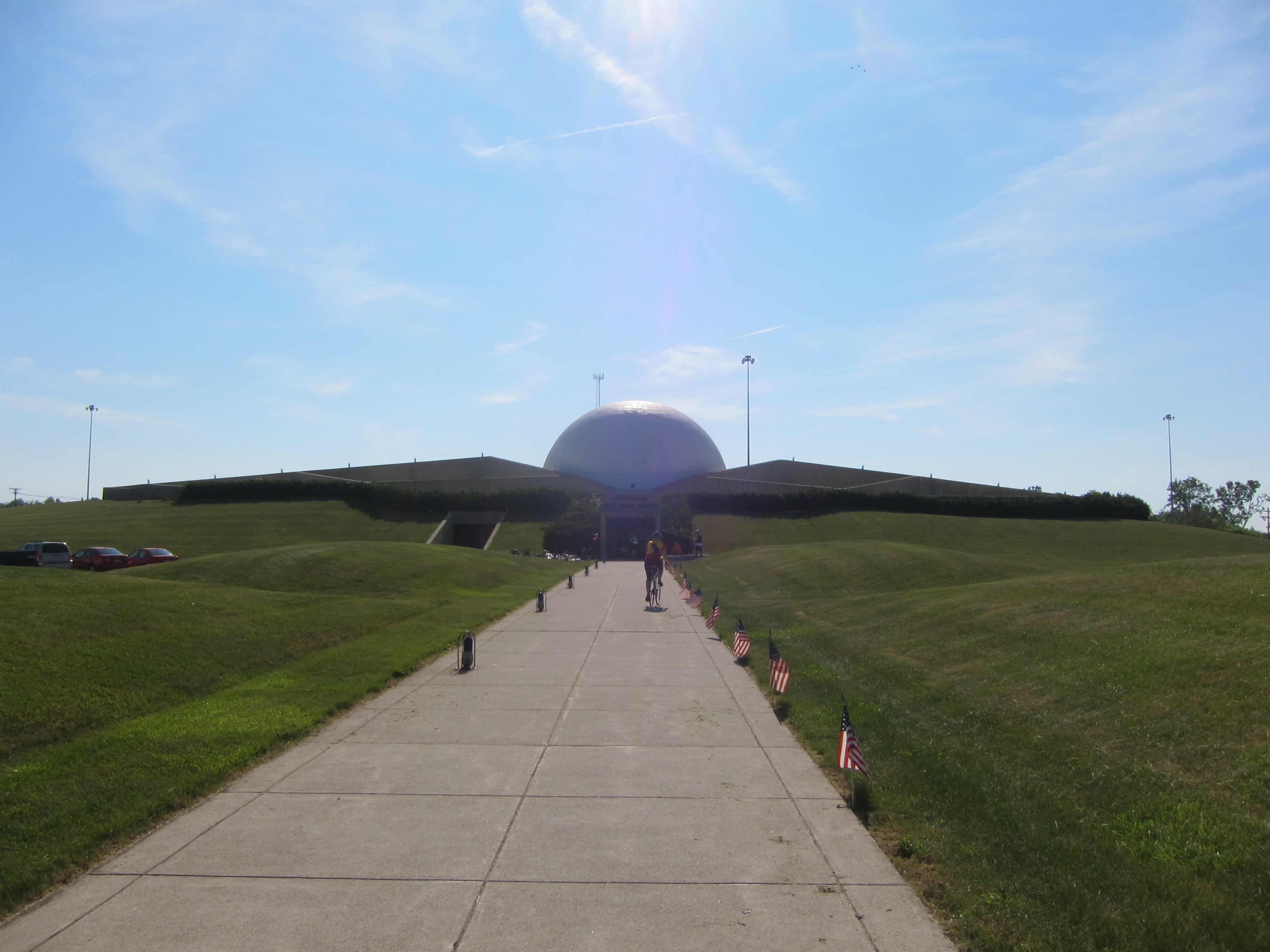
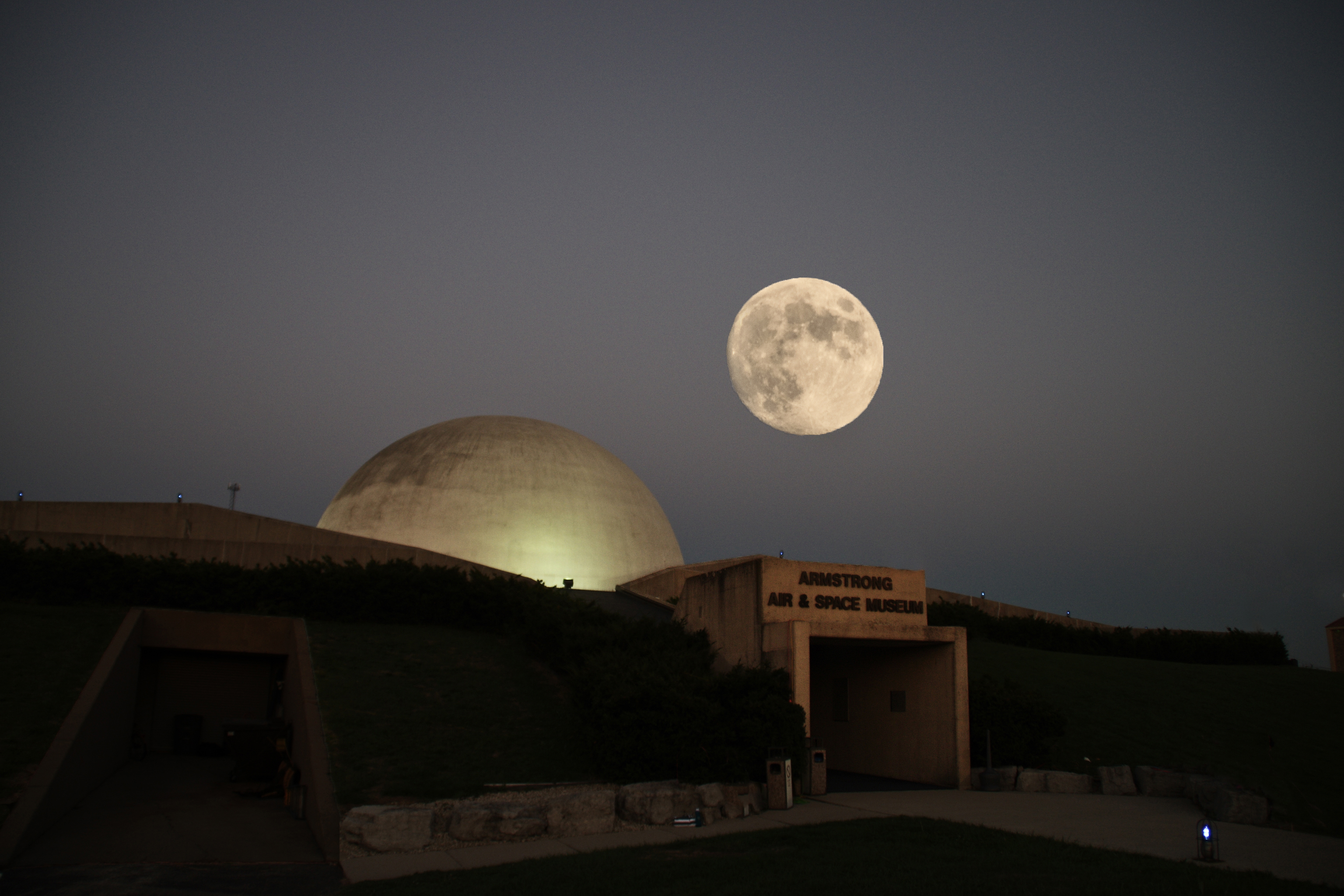
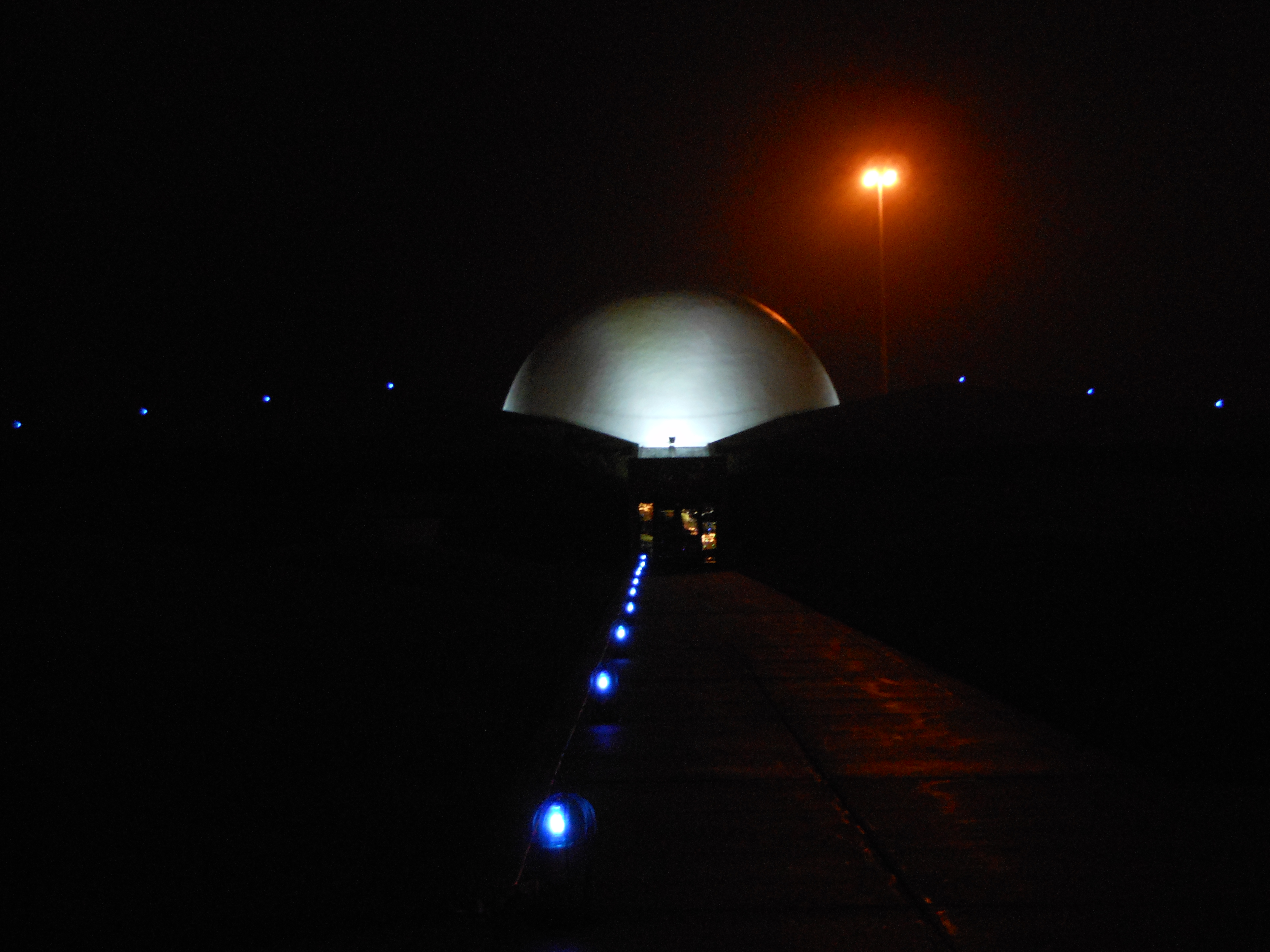
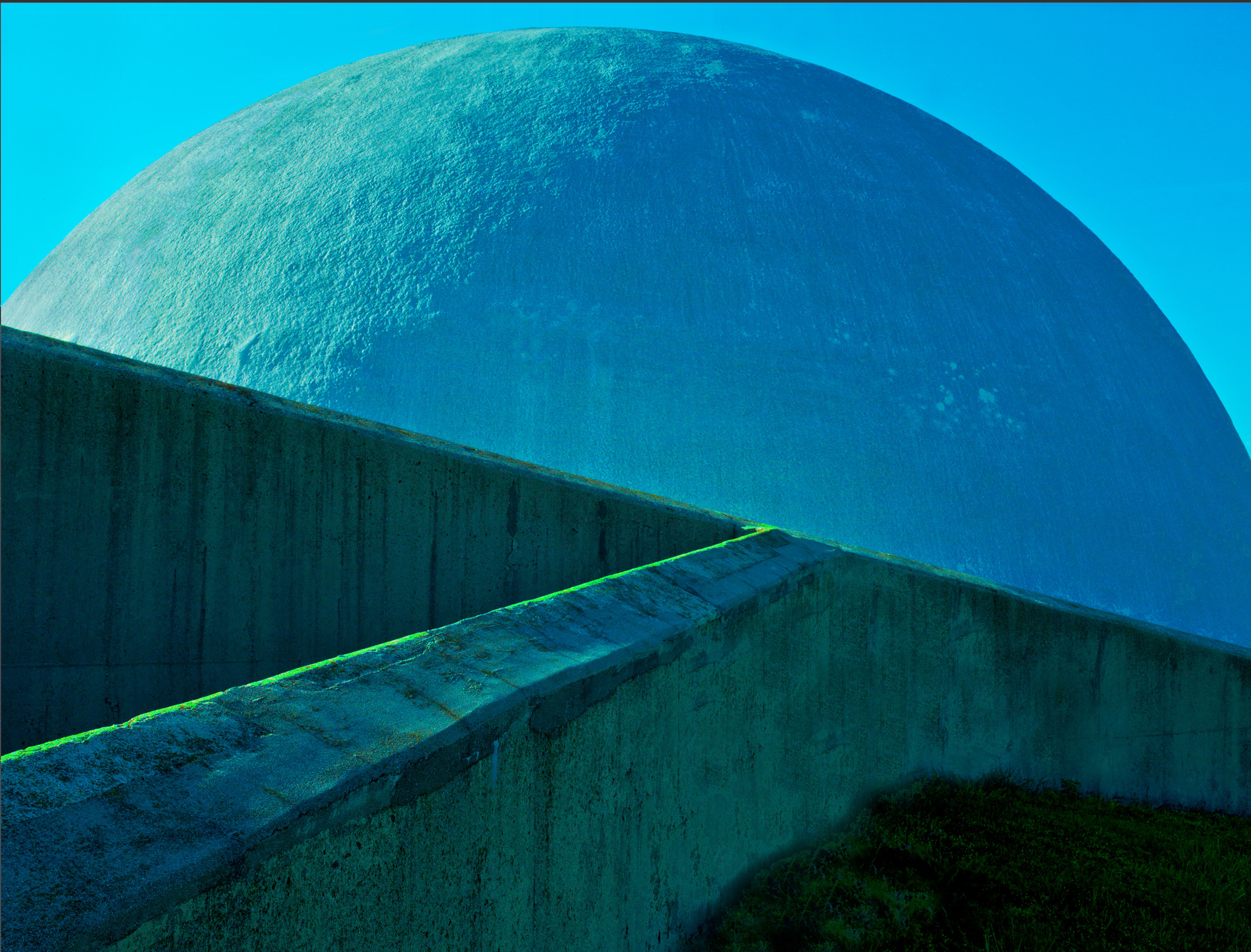

Il expose les contributions de l'Ohio à l'histoire du vol spatial, avec entre autres quelques objets uniques prêtés par les National Air and Space Museum de Washington et National Museum of the United States Air Force de Dayton, dont :
- l’Histoire du vol spatial, depuis les théories de Constantin Tsiolkovski (considéré comme le père théoricien de l'astronautique moderne du début du XXe siècle) jusqu'aux missions des programmes Mercury et Gemini des années 1950 et années 1960 ;
- un astro-théâtre sous le dôme du musée, de présentation multimédia de l’espace sur un fond étoilé ;
- des expositions interactives, audiovisuels ;
- les exploits des frères Wright et du pilote astronaute John Glenn (nés dans l'Ohio) ;
- des uniformes de pilote de l'armée américaine, et les combinaisons spatiales des missions Gemini 8 et Apollo 11 d'Armstrong ;
- un des quatre Douglas F5D Skylancer de la NASA, destiné à l'entraînement des astronautes ;
- la capsule spatiale et une réplique de véhicule spatial Gemini 8[2] ;
- une reproduction d'Apollo 11 et du matériel, expériences et trouvailles de cette mission, dont de la roche lunaire de la mer de la Tranquillité ;
- des simulateurs d'exercice d'alunissage d'Apollo 11, de navette spatiale, ou d'amarrage de la navette spatiale Gemini 8.

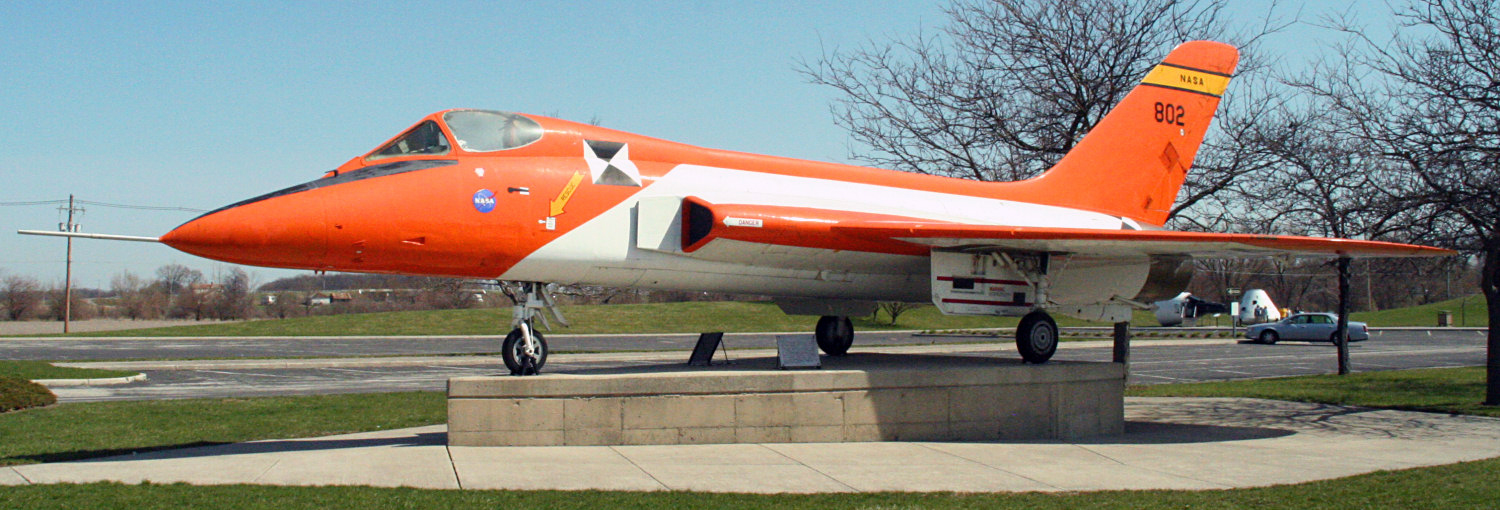
Douglas F5D Skylancer
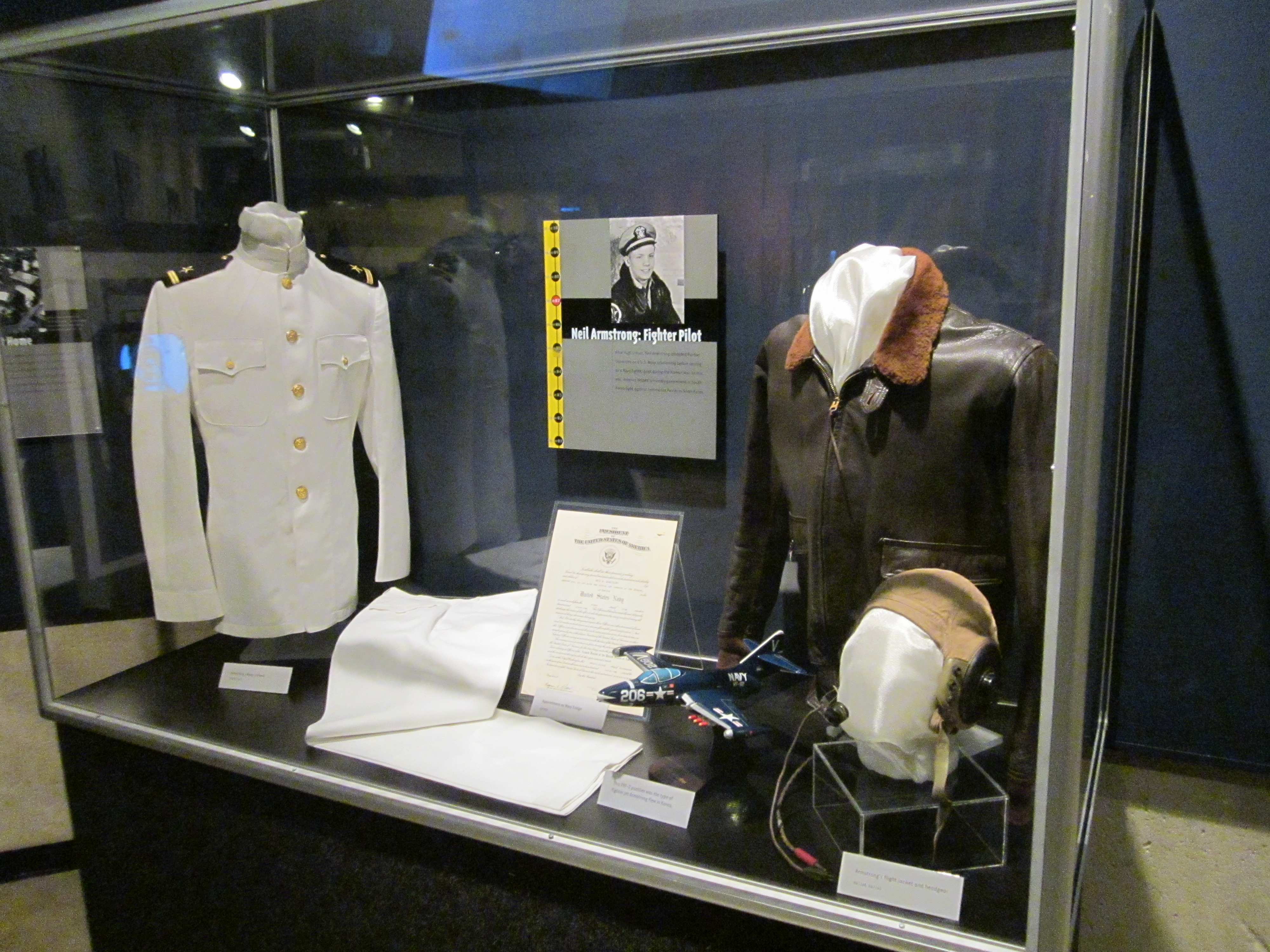
Uniformes de pilote de l'armée américaine d'Armstrong
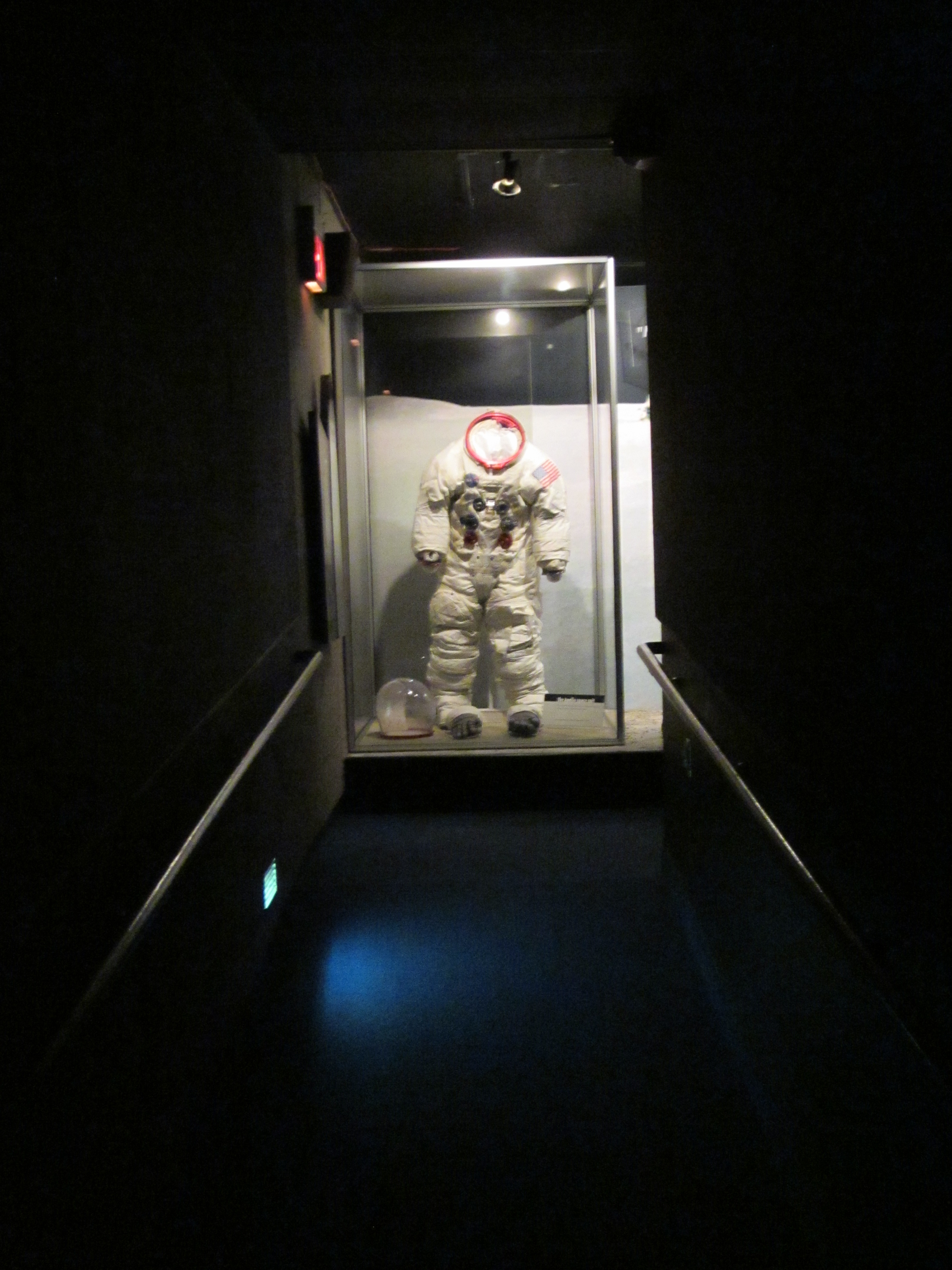
Combinaison spatiale d'Apollo 11 d'Armstrong
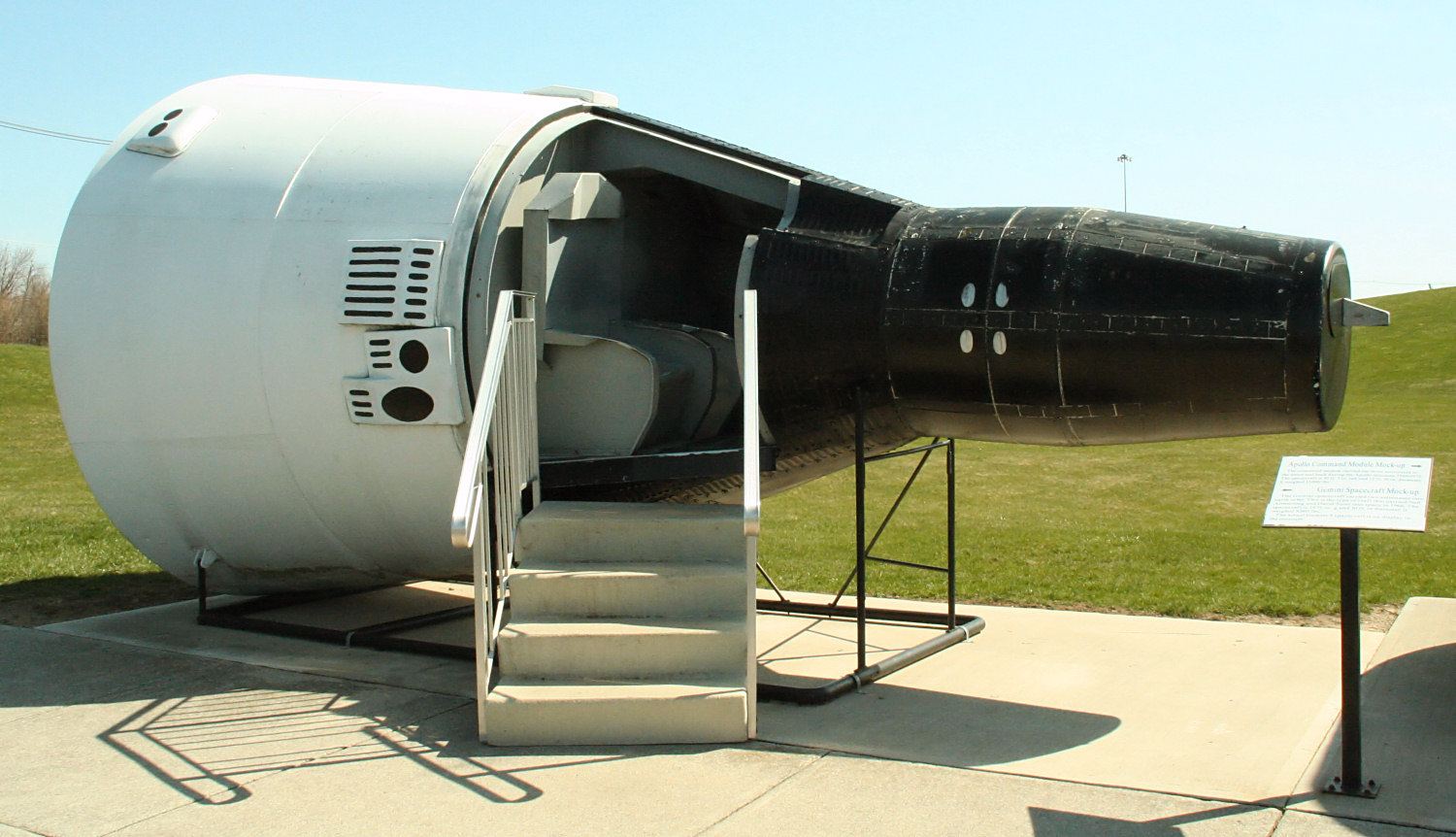
Réplique de véhicule spatial Gemini 8
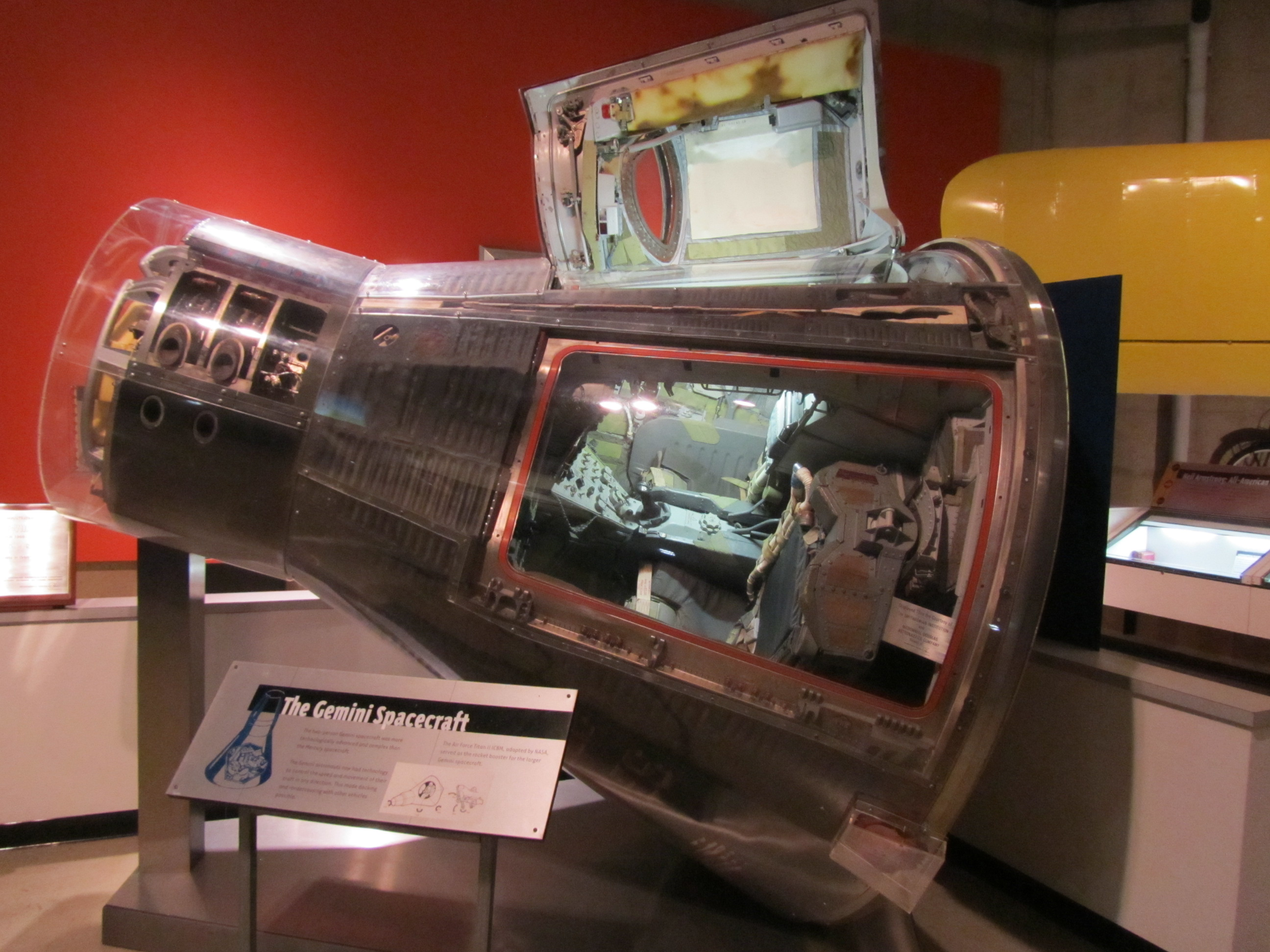
Capsule spatiale Gemini 8